# Gloeoporus longisporus
Gloeoporus longisporus är en svampart som beskrevs av M. Mata & Ryvarden 2010. Gloeoporus longisporus ingår i släktet Gloeoporus och familjen Meruliaceae.   Inga underarter finns listade i Catalogue of Life.